# Latteridge
Latteridge – osada w Anglii, w hrabstwie ceremonialnym Gloucestershire, w dystrykcie (unitary authority) South Gloucestershire. Leży 15 km na północny wschód od miasta Bristol i 164 km na zachód od Londynu.